# لاورين جيرمان
وإسمها لاورين كريستين جيرمان (بالإنجليزية: Lauren Christine German)‏ وهي ممثلة أمريكية ولدت في 29 أكتوبر 1978 في هونتينغتون بيتش، أورانج، كاليفورنيا في الولايات المتحدة، إشتهرت بأدوارها في أفلام الرعب أشهرها فلم هوستل 2 .

## روابط خارجية
- لاورين جيرمان على موقع IMDb (الإنجليزية)
- لاورين جيرمان على موقع ميتاكريتيك (الإنجليزية)
- لاورين جيرمان على موقع روتن توميتوز (الإنجليزية)
- لاورين جيرمان على موقع قاعدة بيانات الأفلام العربية
- لاورين جيرمان على موقع ألو سيني (الفرنسية)
- لاورين جيرمان على موقع ميوزك برينز (الإنجليزية)
- لاورين جيرمان على موقع أول موفي (الإنجليزية)
- لاورين جيرمان على موقع قاعدة بيانات الأفلام السويدية (السويدية)
- لاورين جيرمان على موقع إن إن دي بي (الإنجليزية)
- لاورين جيرمان على موقع قاعدة بيانات الفيلم (الإنجليزية)